# A Funk Odyssey
Albums de Jamiroquai
Synkronized
(1999) Dynamite
(2005)
A Funk Odyssey est le cinquième album de Jamiroquai sorti le 3 septembre 2001.
Devenu un groupe de renommée mondiale grâce aux albums précédents, cet album contient des chansons disco / funk et plus aucune chanson acid jazz.
Il est disque de platine en France.

## Liste des chansons
| No  | Titre                                                    | Durée |
| --- | -------------------------------------------------------- | ----- |
| 1.  | Feels So Good                                            | 5:21  |
| 2.  | Little L                                                 | 4:55  |
| 3.  | You Give Me Something                                    | 3:23  |
| 4.  | Corner of the Earth                                      | 5:40  |
| 5.  | Love Foolosophy                                          | 3:45  |
| 6.  | Stop Don't Panic                                         | 4:34  |
| 7.  | Black Crow                                               | 4:02  |
| 8.  | Main Vein                                                | 5:05  |
| 9.  | Twenty Zero One                                          | 5:15  |
| 10. | Picture Of My Life/So Good To Feel Real (chanson cachée) | 6:17  |
| 11. | Do It Like We Used To Do (Bonus)                         | 7:32  |